# آراس-۱۲ام
توپول RT-2PM (به روسی:РТ-2ПМ Тополь) "به معنای صنوبر"؛ نام گزارش ناتو SS-25 Sickle؛ نامگذاری: GRAU:15Ж58 ("15Zh58")؛ نام START I: RS-12M) Topol) یک موشک بالستیک قاره پیما متحرک بود که در اتحاد جماهیر شوروی و در خدمت نیروهای موشکی راهبردی روسیه طراحی شد. از سال ۲۰۱۴، روسیه برنامه ریزی کرد که تمام موشک های RT-2PM بالستیک قاره پیما را با نسخه های Topol-M جایگزین کند. در دسامبر ۲۰۲۳، آخرین هنگ توپول از وظیفه رزمی خارج شد.

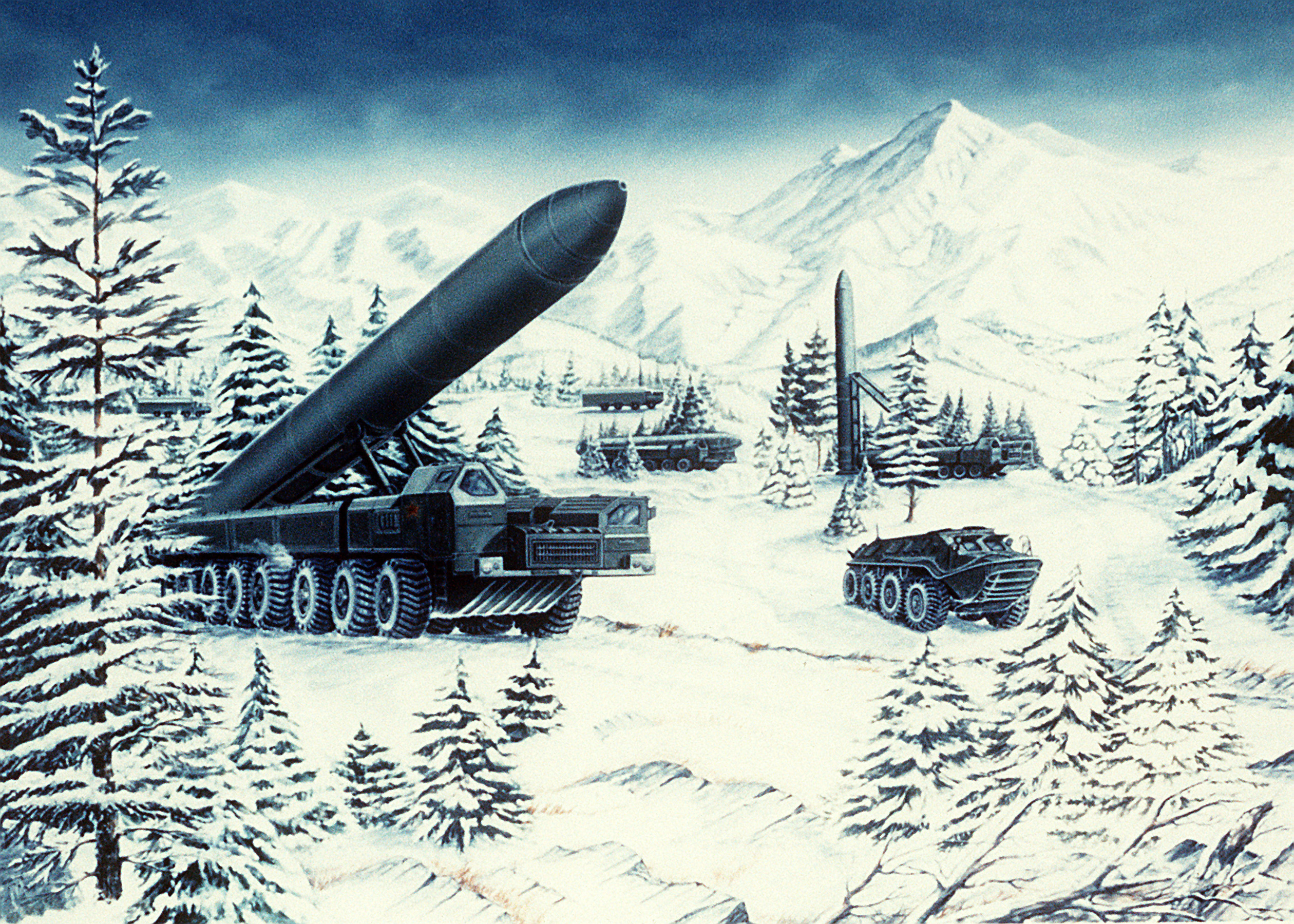

موشک اِس‌اِس-۲۵ سیکل(نام‌گزارش ناتو) نصب‌شده روی لانچر در سیبری، روسیه؛ که طراحی هنرمندانه‌ای از همان موشک آرتی-۲پی‌اِم(نامگذاری شوروی) است.

## توسعه
پیشران جامد سه مرحله ای "RT-2PM Topol" یک موشک بالستیک قاره پیمای متحرک بهبودیافته است که جایگزین مجموعه های موشکی قدیمی شده است. این موشک از همان خط توسعه موشک های متحرک مانند "RT-21 Temp 2S" و "RSD-10 Pioneer" پدید آمد و به عنوان جایگزینی برای "UR-100" به‌طور گسترده مستقر شد. ایالات متحده آمریکا در نظر داشت که موشک بالستیک قاره پیما سیستم حمل و نقل سیار جاده ای خود را به نام "میدگِتمَن" توسعه دهد، اما این برنامه با پایان جنگ سرد لغو شد. توسعه "RT-2PM" در ۱۹ ژوئیه ۱۹۷۷ تایید شد و توسط موسسه فناوری حرارتی مسکو به ریاست الکساندر نادیرادزه انجام شد. آزمایش‌های پرواز در سایت آزمایشی پلستسک از فوریه تا دسامبر ۱۹۸۵ انجام شد. مشکل اصلی که در این دوره باید برطرف می شد، توسعه سیستم مدیریت نبرد بود. پس از اینکه اولین سری آزمایشی با موفقیت در آوریل ۱۹۸۵ انجام شد، اولین هنگ با موشک های توپول در ژوئیه ۱۹۸۵ به حالت آماده باش درآمد. در طول این مدت کار بر روی بهبود سیستم مدیریت نبرد ادامه یافت. شلیک موشک آزمایشی سرانجام در دسامبر ۱۹۸۷ به پایان رسید. اولین هنگ موشک های "توپول" با استفاده از یک مرکز فرماندهی متحرک مدرن (در منطقه ایرکوتسک) در ۲۷ مه ۱۹۸۸ در حالت آماده باش قرار گرفت. پس از مرگ نادیرادزه در سال ۱۹۸۸ بوریس ان. لاپیگین کار خود را بر روی موشک توپول ادامه داد.

## طراحی
موشک بالستیک قاره پیما "RT-2PM" برای حمل و نقل جاده ای طراحی شده است و بر روی یک کامیون سنگین (ماز-۷۳۱۰ یا ماز-۷۹۱۷) نصب می شود. "RT-2PM" یک موشک بالستیک قاره پیمای ۳ مرحله ای و تک سرجنگی متحرک جاده ای است. طول ۲۳۵۰۰ میلی متر و قطر ۲۱۷۰ میلی متر تقریباً به اندازه و شکل موشک بالستیک قاره پیمای "Minuteman" ایالات متحده است. وزن پرتابی آن ۱۴۰۰ کیلوگرم است و یک کلاهک منفرد با بازدهی ۸۰۰ تا ۱۰۰۰ کیلوتن و دقت (CEP) ۹۰۰ متر را حمل می‌کند. می تواند از سایت های استقرار میدانی یا از طریق پایه های گاراژ سقف کشویی شلیک شود. توپول "RT-2PM" در سال ۱۹۸۵ به هنگ های عملیاتی SRF اتحاد جماهیر شوروی ملحق شد. برای استقرار نیرویی متشکل از ۵۰۰ موشک بالستیک قاره پیمای توپول متحرک جاده ای می توان به مساحت کل تقریباً ۱۹۰ هزار کیلومتر مربع نیاز داشت.واحدهای سیار نسبت به سیستم های ثابت به تعداد بسیار بیشتری پرسنل برای نگهداری و بهره برداری نیاز دارند.در نتیجه نگهداری و بهره برداری از RT-2PM Topol بسیار پرهزینه تر از سیستم های پرتاب سیلو بود. هر سه مرحله از مواد کامپوزیت ساخته شده اند. در مرحله اول عملیات کنترل پرواز از طریق چهار پره آیرودینامیکی و چهار پره جت انجام می شود. چهار سطح آیرودینامیکی تریلی مشابه برای تثبیت استفاده می شود. در مرحله دوم و سوم پرواز، گاز برای کنترل پرواز به قسمت واگرای نازل تزریق می شود.

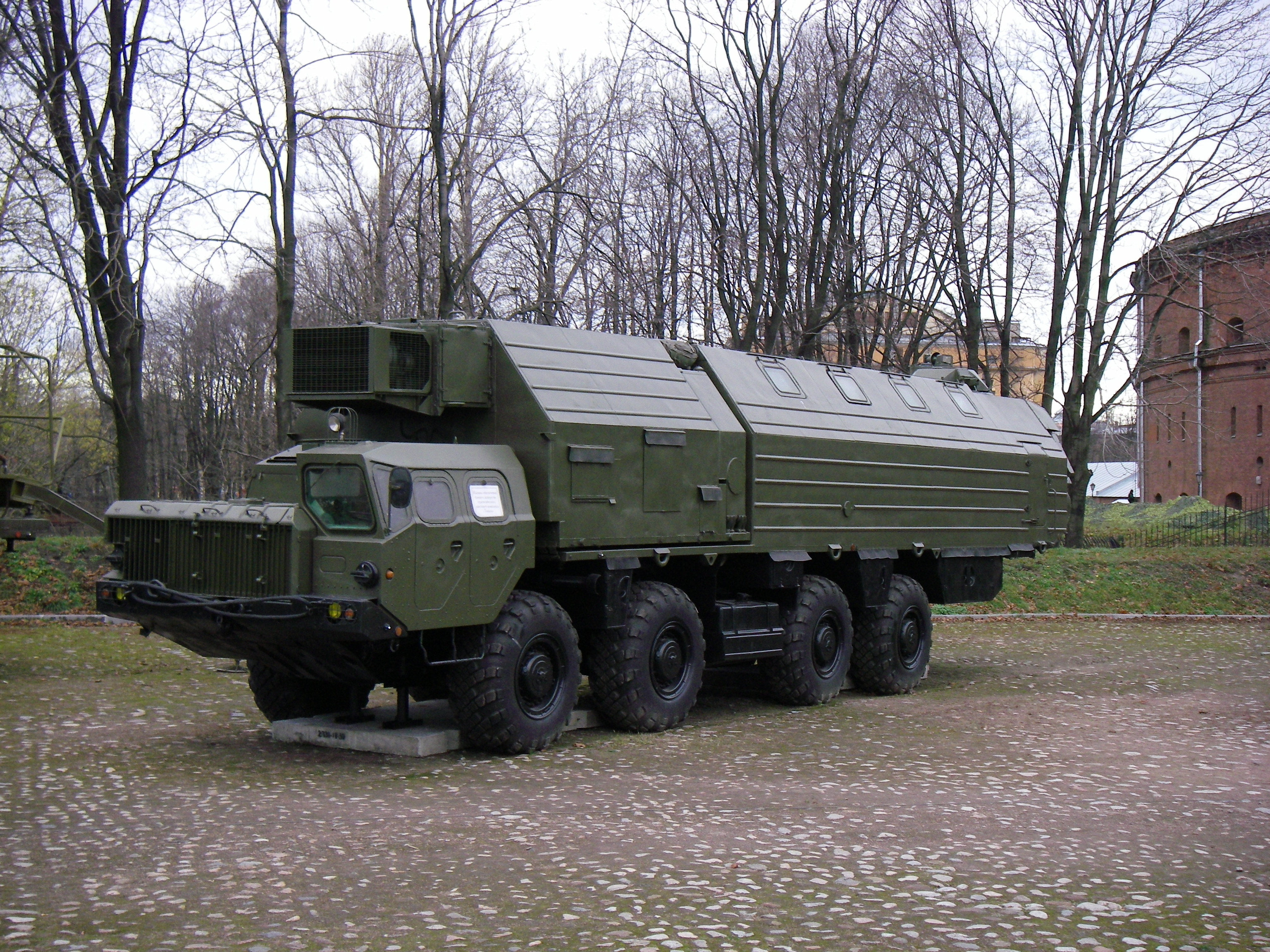
پرتاب-کمک خودروی پشتیبانی توپول در موزه توپخانه سن پترزبورگ

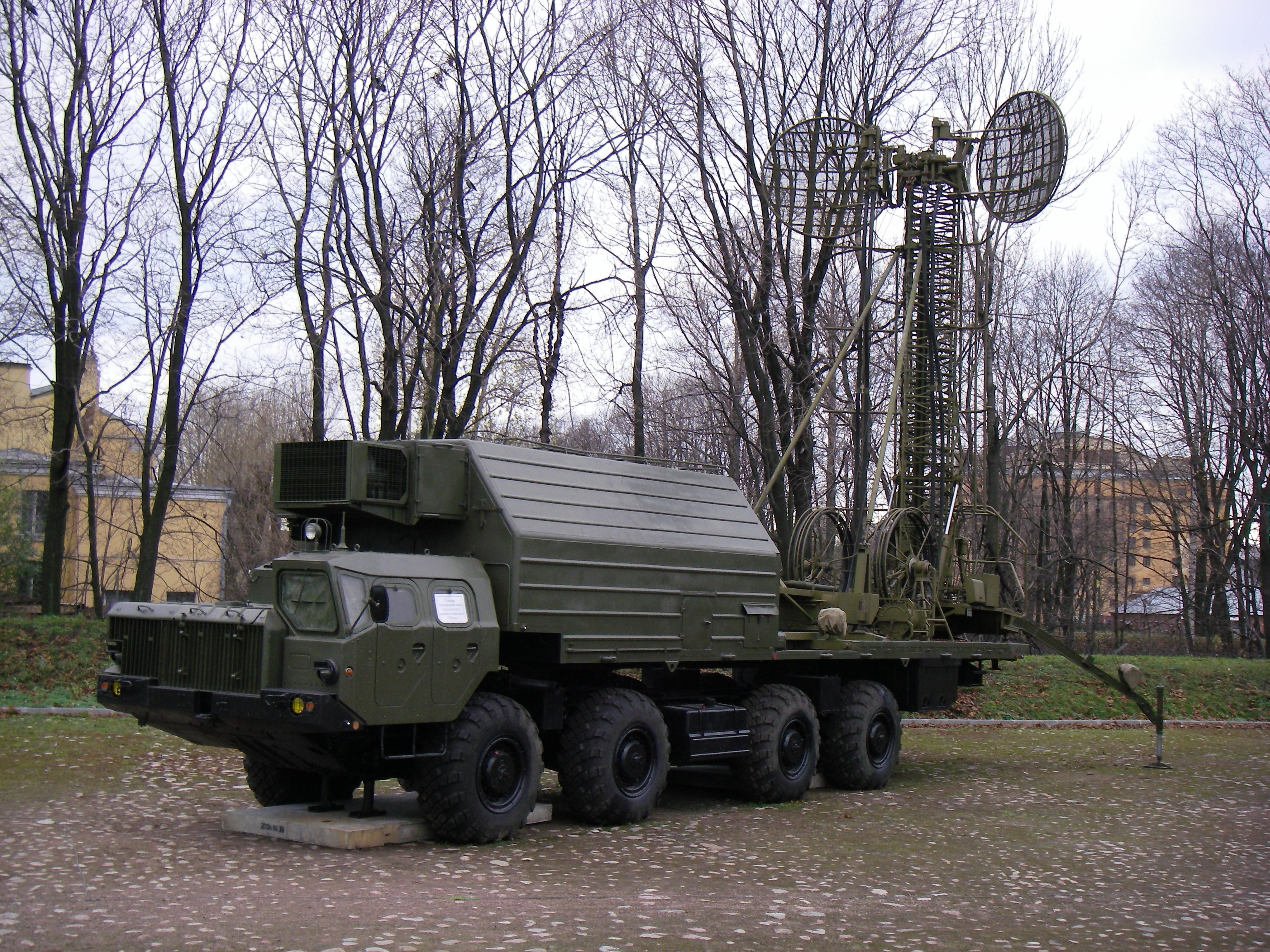
وسیله نقلیه ایستگاه رله تروپوسفر توپول در موزه توپخانه سن پترزبورگ

این موشک در یک قوطی حمل‌ونقل پرتابگر ارکتور Erector Launcher" (TEL)" نصب شده روی شاسی ۷ محوره بر روی یک خودروی پرتاب متحرک مستقر شده است. این شاسی دارای جک‌ها، درایوهای گازی و هیدرولیک و سیلندرهایی با قدرت چند صد تنی برای جک کردن و تراز کردن پرتابگر، افزایش سرعت(مبارزه) و کاهش سرعت(حفظ) ارتفاع کانتینر با موشک در حالت عمودی است. "TEL" با یک پست فرماندهی سیار همراه است که دارای امکانات پشتیبانی است که بر روی شاسی های ۴ محوره با وانت های یکپارچه نصب شده است. این مجموعه مجهز به یک سیستم ناوبری اینرسی داخلی است که به گروه "TEL" این قابلیت را می دهد که پرتاب را مستقل از سایت های استقرار میدانی خود انجام دهد. این زیرسیستم ناوبری و پشتیبانی توپوژئودزیکی که توسط پژوهشکده «سیگنال» ایجاد شده است، اتصال سریع و بسیار دقیق پرتابگر را در موقعیت میدانی فراهم می‌کند و خدمه آن را قادر می‌سازد تا پرتاب موشک را از هر نقطه مسیر گشت‌زنی رزمی انجام دهند.  پرتاب همچنین می تواند در پایگاه های هنگ از گاراژ پادگان انجام شود.

## سابقه عملیاتی
طرح موشکی آرتی-۲پی‌ام

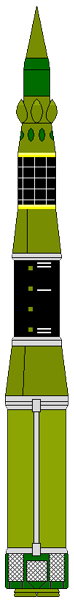

در زمان امضای "پیمان استارت I" در سال ۱۹۹۱، اتحاد جماهیر شوروی حدود ۲۸۸ موشک توپول را مستقر کرده بود. استقرار ادامه یافت و در پایان سال ۱۹۹۶ در مجموع ۳۶۰ موشک توپول مستقر شد. موشک توپول در سایت های استقرار قبلا توسعه یافته مستقر شده بود. پس از امضای معاهده INF در سال ۱۹۸۷،چندین سایت استقرار RSD-10 پایونیر برای پرتاب موشک های توپول اقتباس شدند. ایالات متحده در جریان مذاکرات پیمان INF نگرانی های خاصی را ابراز کرد. هنگامی که سیستم موشکی RT-2PM در میدان مستقر شد، با موشک خود درون محفظه(استوانه‌مستحکم‌که‌موشک‌درون‌آن‌است.) و نصب بر روی پرتابگر، ایالات متحده ادعا کرد که محفظه ممکن است یک موشک RSD-10 پایونیر را پنهان کند.این موضوع نگران‌کننده بود زیرا بر خلاف کلاهک منفرد RT-2PM Topol ,RSD10 تا ۳ کلاهک را حمل می‌کرد. پس از آن که اتحاد جماهیر شوروی موافقت کرد به طرف‌های بازرسی اجازه دهد تا از سیستم‌های تشخیص تشعشع برای اندازه‌گیری شار شدت نوترون سریع ناشی از محفظه پرتاب استفاده کنند، تصمیم‌گیری به دست آمد. یک محفظه پرتابی که داخل آن یک موشک حاوی یک کلاهک منفرد است، مانند RT-2PM Topol، الگوی متفاوتی از نوترون‌های سریع را نسبت به موشکی که دارای سه کلاهک بود، مانند RSD-10 منتشر می‌کرد. مفاد قرارداد SALT II استقرار بیش از یک موشک جدید (که به RT-23UTTh تبدیل شد) ممنوع بود، به‌طور رسمی توسط اتحاد جماهیر شوروی اعلام شد که RT-2PM Topol برای ارتقای سیلو مبتنی بر RT-2 ساخته شده است. دولت ایالات متحده این دیدگاه را رد کرد و ادعا کرد که موشک به وضوح بیش از ۵ درصد بزرگتر است و دو برابر وزن پرتابی RT-2 دارد و بنابراین یک سیستم موشکی جدید را تشکیل می دهد. مارشال نیکولای اوگارکوف، رئیس ستاد کل ارتش شوروی، پرواز آزمایشی RT-2PM Topol را که قرار بود از پلستسک (محل پرتاب در شمال غربی روسیه برای شلیک آزمایشی موشک های بالستیک قاره پیما سوخت جامد مورد استفاده قرار گیرد.) در ۱ سپتامبر ۱۹۸۳ لغو کرد. بعداً در منطقه هدف کلیوچی در شبه جزیره کامچاتکا فرود آمد. شب پرتاب برنامه ریزی شده، شبی بود که "پرواز ۰۰۷" خطوط هوایی کره پس از نفوذ تصادفی به حریم هوایی شوروی بر فراز کامچاتکا سرنگون شد. ممکن است یک توپول RT-2PM با دو MIRV در سال ۱۹۹۱ آزمایش شده باشد و این موشک حداقل یک بار با چهار کلاهک MIRV آزمایش شده باشد، اما ظاهراً هیچ نسخه دیگری از کلاهک چندگانه توسعه نیافته است. این موضوع در خلال پایان مذاکرات استارت در سال ۱۹۹۱ به محل مناقشه تبدیل شد، در آن زمان ایالات متحده برای تعریفی از "دانلود" (حذف کلاهک از موشک) که هرگونه تلاش شوروی به‌طور ناگهانی برای استقرار چندین کلاهک بر روی RT-2PM را پیچیده می کند، تحت فشار قرار گرفت. روسیه قصد دارد تقریباً ۴۰۰ سیلو را که در آن موشک های منسوخ UR-۱۰۰ ،RT-2 و MR-UR-۱۰۰ قرار دارند، تجهیز کند. بر اساس معاهده استارت ۲، که هرگز اثر الزام آور نداشت و به احتمال زیاد هرگز نخواهد داشت، روسیه می توانست ۹۰ موشک سوخت جامد تک سرجنگی را در سیلوهای مجهز R-۳۶ قرار دهد. به منظور محافظت در برابر یک سناریوی شکست شامل تبدیل مجدد سریع سیلوهای R-۳۶، بازرسی در محل به یک جنبه بسیار مهم در تأیید معاهده استارت ۲ تبدیل شد.

### دوره پس از شوروی
فروپاشی اتحاد جماهیر شوروی تأثیر قابل توجهی بر برنامه توپول داشت. تولید پراکنده قطعات موشک های بالستیک قاره پیما؛ تحقیق و ساخت سیستم های موشکی جدید را به‌طور جدی پیچیده کرد. به عنوان مثال، کارخانه تولید کامیون-تراکتور چرخ دار مینسک در بلاروس، پرتابگرهای حمل و نقل موشک ها را تولید می کرد و حدود ۹۰ درصد از اجزای سیستم هدایت در اوکراین ساخته شد. در بلاروس، تا دسامبر ۱۹۹۵، ۶۳ فروند موشک RT-2PM Topol که در ابتدا در آنجا مستقر شده بودند، به روسیه بازگردانده شدند. از دسامبر ۱۹۹۵، بلاروس دو هنگ سیار RT-2PM توپول، با ۱۸ کلاهک هسته ای، در خاک خود باقی گذاشته بود. در ژوئیه ۱۹۹۲، بلاروس قراردادی با روسیه امضا کرد که هنگ ها را تحت کنترل انحصاری روسیه قرار داد. در سپتامبر ۱۹۹۳، مسکو و مینسک توافقنامه‌ای را امضا کردند که بر اساس آن باید این موشک‌های هسته‌ای و تمامی تجهیزات پشتیبانی موشکی مرتبط به روسیه تا پایان سال ۱۹۹۶ بازگردانده شوند. در مجموع ۸۱ RT-2PM توپول موشک های بالستیک قاره پیما و کلاهک‌های مرتبط با آن از بلاروس به روسیه بازگردانده شد.
در اواخر دهه ۱۹۹۰، کمبود منابع و پرسنل واجد شرایط، نیروهای موشکی استراتژیک را مجبور کرد تا عملیات را به میزان قابل توجهی کاهش دهند، به‌طوری که فقط حدود ۱ یا ۲ هنگ از موشک های متحرک RT-2PM توپول در میدان پراکنده شدند. حدود ۴۰ هنگ باقیمانده، هر کدام با ۹ موشک تک کلاهک، در پادگان باقی ماندند.

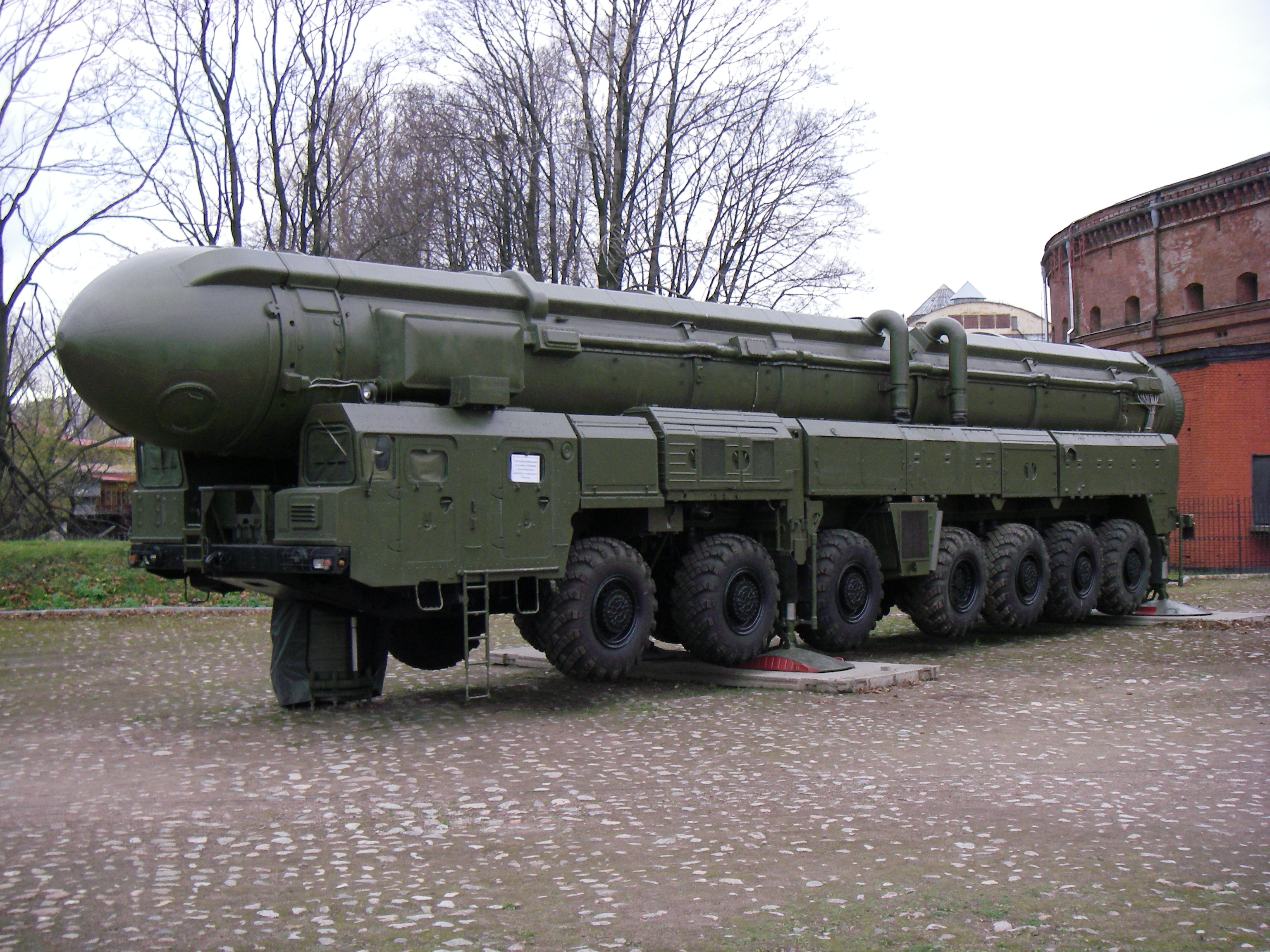

Topol TEL در موزه تاریخی- نظامی توپخانه، مهندسین و سپاه شرکت تولیدات نظامی روسی سیگنال

### طی ۱۵ سال گذشته
در ۱۸ اکتبر ۲۰۰۷، پرتاب آزمایشی موفقیت آمیز دیگری انجام شد. One Topol از یک پرتابگر "TEL" در سایت آزمایشی پلِسِتسک به هدف خود در کامچاتکا رسید. همان‌طور که نماینده نیروهای موشکی استراتژیک گزارش داد، این اجازه را برای افزایش عمر مفید توپول به ۲۱ سال داد.
آزمایش دیگری از RT-2PM Topol در روز پنجشنبه، ۲۸ اوت ۲۰۰۸ انجام شد. گفته می‌شود که این پرتاب به‌ویژه برای آزمایش توانایی موشک برای اجتناب از سیستم‌های شناسایی زمینی انجام شده است. آزمایش دیگری در ۱۲ اکتبر ۲۰۰۸ انجام شد، زمانی که توپول از سایت آزمایشی پلستسک در شمال روسیه پرتاب شد. این موشک با یک کلاهک ساختگی به هدفی در محدوده آزمایشی کورا در شبه جزیره کامچاتکا اصابت کرد. آزمایش‌هایی که در ۲۸ اکتبر ۲۰۱۱ و ۳ نوامبر ۲۰۱۱ انجام شد، افزایش عمر مفید را تا ۲۳ سال (تا سال ۲۰۱۹) تأیید کرد. آزمایش های بیشتری برای تمدید تا ۲۵ سال اعلام شد و در ۳۰ اکتبر ۲۰۱۲، یک موشک بالستیک قاره پیمای RS-12M توپول از سایت پلستسک در شمال روسیه پرتاب شد. در ۴ مارس ۲۰۱۴، روسیه یک موشک بالستیک قاره پیمای RS-12M توپول را از میدان آزمایش کاپوستین یار در نزدیکی دریای خزر آزمایش کرد و با موفقیت به هدف خود در یک میدان آزمایشی در قزاقستان اصابت کرد.  اگرچه ایالات متحده اطلاعیه قبلی در مورد آزمایش دریافت کرده بود، اما همزمان با بحران اوکراین بود. در ۲۰ مارس ۲۰۱۴، روسیه یک موشک بالستیک قاره پیمای RS-12M توپول را از محل آزمایش کاپوستین یار آزمایش کرد. ۱۱ سپتامبر ۲۰۱۶ وزارت دفاع روسیه روز جمعه اعلام کرد که نیروهای موشکی راهبردی روسیه یک موشک بالستیک قاره پیمای RS-12M توپول را آزمایش کرده اند. به گفته این وزارتخانه، موشکی که از مرکز فضایی پلستسک در شمال غربی روسیه پرتاب شد، "با دقت بالا" به یک هدف تعیین شده در شبه جزیره کامچاتکا اصابت کرد.  RS-12M Topol یک موشک بالستیک قاره پیمای تک سرجنگی است که در سال ۱۹۸۵ وارد خدمت شد. حداکثر برد آن ۱۰ هزار کیلومتر (۶۱۲۵ مایل) است و می‌تواند کلاهک هسته‌ای تا توان ۵۵۰ کیلوتن را حمل کند. در ۲۸ نوامبر ۲۰۱۹، نیروهای موشکی استراتژیک روسیه آزمایش موشکی را با پرتاب زیر مداری موشک توپول RS-12M از کاپوستین یار انجام دادند. تست موفقیت آمیز بود. توپول در نهایت با نسخه متحرک جاده ای موشک توپول-ام جایگزین خواهد شد. در ۱۶ دسامبر ۲۰۲۳، فرمانده نیروهای موشکی استراتژیک روسیه، سرهنگ سرگئی‌کاراکایف، اعلام کرد که با تسلیح مجدد آخرین هنگ موشکی  بولگوفسکی در منطقه توِر از توپول تا RS-۲۴، مجدد تجهیز گروه متحرک نیروهای موشکی راهبردی تکمیل شد. مرکز اطلاعات ملی هوا و فضای نیروی هوایی ایالات متحده تخمین میزند که تا ژوئن ۲۰۱۷ حدود ۱۰۰ پرتابگر به صورت عملیاتی مستقر شده اند.

## انواع
- استارت-۱: یک وسیله نقلیه تجاری هوافضا که از موشک مشتق شده است.
- استارت-۲

## استفاده‌کنندگان(اپراتورها)
پرتابگر موشک توپول
 روسیه

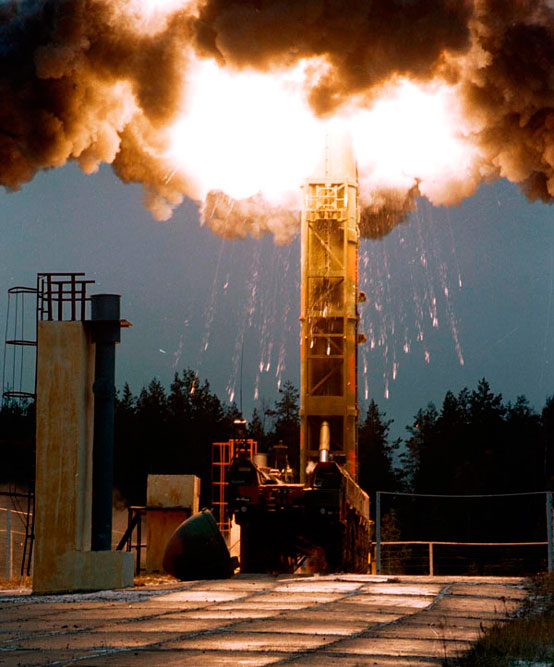

نیروهای موشکی استراتژیک تنها استفاده کننده توپول RT-2PM بودند. از مارس ۲۰۲۰، ۳۶ موشک RT-2PM توپول متحرک جاده ای با:
- لشکر ۳۵ موشک در بارنائول
- لشکر موشکی هفتم گارد در ویپولزوو

### استفاده کننده های سابق
شوروی
- لشکر موشکی ۳۹ گارد(پاشینو، استان نووسیبیرسک)

## ویژگی‌ها
این موشک از موشک‌های قاره‌پیمایی ۳مرحله‌ای با برد ۱۰۵۰۰کیلومتر می‌باشد که کلاهکی 800kt و نیز تعدادی دستگاه ضد رادار برای جلوگیری از ردیابی شدن توسط موشک‌های دفاعی ضد بالستیک دارد.
که برد این موشک قاره‌پیما ۱۰۵۰۰ کیلومتر بوده و دقت هدف آن ۲۰۰ متر می‌باشد.
وزن این موشک قاره‌پیما در حدود ۴۵تن می‌باشد که آن را به تنهایی در رده مخوفترین موشکهای تاریخ جهان قرار می‌دهد.

## هدف
روسیه گفته‌است این موشک برای گریز از سپردفاعی جدید جنگ ستارگان است. آزمایش آر اس-۱۲ام در پی افزایش نگرانی روسیه از درگیری با گرجستان و احتمال ایجاد سپرموشکی مستقر در کشورهای اوکراین و لهستان است.